# Myron Moss
Myron David „Mike“ Moss (* 28. September 1951; † 2. Juli 2012 in Bryn Mawr, Pennsylvania) war ein US-amerikanischer Musikdirektor, Dirigent und außerplanmäßiger Professor der Drexel University. Als Musikwissenschaftler machte er sich in den Vereinigten Staaten mit seinen Arbeiten über afroamerikanische Komponisten einen Namen.

## Leben
Myron Moss wurde geboren als Sohn von Robert I. Moss und Sonya Kleider, geschiedene Moss. Sein Stiefvater war der Physiker Alfred L. Kleider (1927–1998), ein Pionier auf dem Gebiet der Lasertechnologie.
Von 1996 bis 2006 dirigierte Moss als Lehrstuhlinhaber und Leiter des Musikdepartments an der Southern Connecticut State University diverse Bands sowie auch als Gastdirigent an der Yale University, an der Hartt School of Music der University of Hartford und an der University of Michigan. Seine 2000 an der University of Michigan verfasste Doktorarbeit Concert Band Music by African-American Composers 1927–1998 wurde 2006 von der Internationalen Gesellschaft zur Erforschung und Förderung der Blasmusik (IGEB) mit dem Thelen-Preis ausgezeichnet.
2007 übernahm er die musikalische Leitung der Konzertband an der Drexel University, wo er bis zu seinem Tode Associate Professor für Musikgeschichte war. Moss verstarb im Alter von 60 Jahren an einem Herzinfarkt. Er wurde von seinen leiblichen Eltern und seiner leiblichen Schwester Aleta McClelland überlebt.